# Rusty Cooley (album)
Rusty Cooley debitantski je i jedini album američkog gitarista Rustyja Cooleya. Objavljen je u siječnju 2003. godine, a objavila ga je diskografska kuća Lion Music. Sastoji se od 12 pjesama, koje ukupno traju 62 minute i 47 sekundi.

## Popis pjesama
Tekstovi i glazba: Rusty Cooley. 
| 1.    | »Under the Influence« (instrumental) | 6:48 |
| 2.    | »The Butcher« (instrumental)         | 4:49 |
| 3.    | »Dark Matter« (instrumental)         | 7:49 |
| 4.    | »Dominion« (instrumental)            | 4:05 |
| 5.    | »E.B.E« (instrumental)               | 3:54 |
| 6.    | »Hillbilly Militia« (instrumental)   | 4:06 |
| 7.    | »Jazzmine's Song« (instrumental)     | 5:42 |
| 8.    | »War of the Angels« (instrumental)   | 6:57 |
| 9.    | »The Duel« (instrumental)            | 3:52 |
| 10.   | »Piece of Mind« (instrumental)       | 4:35 |
| 11.   | »Dominion« (vokalna inačica)         | 4:05 |
| 12.   | »The Machine« (instrumental)         | 5:05 |
| 62:47 |                                      |      |

## Zasluge
- Rusty Cooley — gitara, produkcija